# Foldereid
Foldereid is een plaats in de Noorse gemeente Nærøysund in de provincie Trøndelag. Het was tot 1964 een zelfstandige gemeente in de toenmalige provincie Nord-Trøndelag. 
De gemeente ontstond in 1886 toen de gemeente Kolvereid werd gesplitst. In 1964 werd Foldereid zelf gesplitst. In dat jaar werd een klein deel toegevoegd aan de gemeente Høylandet en werd het restant van Foldereid, inclusief het dorp, samengevoegd met de gemeenten Kolvereid, Gravvik en Nærøy. De fusiegemeente koos voor de naam Nærøy. In 2020 fuseerde deze met Vikna tot Nærøysund. 
De dorpskerk van Foldereid dateert uit 1863.